# الحجاف (المضاربة والعارة)

تعديل مصدري - تعديل

الحجاف هي إحدى قرى عزلة العارة بمديرية المضاربة والعارة التابعة لمحافظة لحج، بلغ تعداد سكانها 72 نسمة حسب تعداد اليمن لعام 2004.